# غلام محمد شاه
غلام محمد شاه (20 يوليو 1920 – 6 يناير 2009) هو سياسي هندي ورئيس وزراء ولاية جامو وكشمير، في الفترة من 2 يوليو 1984 إلى 6 مارس 1986. خلفا لأخيه غير الشقيق فاروق عبد الله. والده هو الشيخ محمد عبد الله مؤسس مؤتمر جامو وكشمير الوطني، توفي شاه في 6 يناير 2009 في معهد شير كشمير للعلوم الطبية في سريناجار عن عمر يناهز 88 عام.